# Più presto della morte
Più presto della morte (titolo francese Face à la mort, titolo tedesco Schneller als der Tod) è un film muto del 1925 diretto da Gérard Bourgeois e Harry Piel, girato in co-produzione tra Francia e Germania.

## Produzione
Il film fu prodotto dalla Hape-Film Co. GmbH di Berlino e dalla Société des Etablissements L. Gaumont.

## Distribuzione
In Germania, il film fu presentato a Berlino l'11 aprile 1925, uscendo in Francia nell'ottobre dello stesso anno. In Italia, ne venne vietata la visione, approvata in appello il 26 maggio 1926. La pellicola uscì nelle sale italiane con il visto di censura 22172 in una versione di 1913 metri distribuita dalla Harry.